# Pseudagrion hamoni
Pseudagrion hamoni é uma espécie de libelinha da família Coenagrionidae.
Pode ser encontrada nos seguintes países: Argélia, Benin, Botswana, Burkina Faso, Camarões, República Centro-Africana, Chade, República do Congo, Costa do Marfim, Egipto, Gâmbia, Gana, Guiné, Quénia, Líbia, Malawi, Mali, Mauritânia, Moçambique, Namíbia, Níger, Nigéria, Senegal, Serra Leoa, África do Sul, Sudão, Tanzânia, Togo, Uganda, Zâmbia, Zimbabwe e possivelmente em Burundi.
Os seus habitats naturais são: florestas subtropicais ou tropicais húmidas de baixa altitude, matagal árido tropical ou subtropical, matagal húmido tropical ou subtropical e rios.